# Okrouhlé Hradiště (hradiště)
Okrouhlé Hradiště (též hradiště Hradišťský kopec či Hradišťský vrch) je archeologická lokalita na vrcholu Hradišťského vrchu mezi Okrouhlým Hradištěm a Konstantinovými Lázněmi v okrese Tachov, kde stávalo pravěké hradiště z doby bronzové. Je významné tím, že bylo osídleno relativně krátkou dobu pouze lidem nynické skupiny. Areál hradiště je chráněn jako kulturní památka a v roce 1995 bylo zapsáno na seznam národních kulturních památek.

## Historie
Hradiště bylo osídleno v mladším období pozdní doby bronzové lidem nynické skupiny v období 950/920–800 let před naším letopočtem. Informace o hradišti přineslo několik archeologických výzkumů, ze kterých byl nejvýznamnější výzkum v letech 1960–1964 v předpolí lomu. Celkem při něm bylo prozkoumáno 1 818 m² plochy a val. Nalezeno bylo přes 37 tisíc úlomků keramiky z pozdní doby bronzové a nepočetné nálezy z eneolitu až pozdního středověku.

## Stavební podoba
Hradiště s rozlohou přes padesát hektarů zaujalo vrcholovou plošinu Hradišťského vrchu v nadmořské výšce okolo 630 metrů. Z jeho opevnění se dochoval nízký obvodový val dlouhý 3 700 metrů, který je pozůstatkem hradby. Její konstrukci tvořily dvě řady nasucho kladených kamenů postavené 250–275 centimetrů od sebe a prostor mezi nimi byl vysypán hlínou a menšími kameny. Podle destrukce se její původní výška odhaduje na pouhých 150 centimetrů. Val prolamovala pětice bran. Nejlépe jsou dochované zdvojená uličková brána na východě a severní brána s dovnitř zahnutými rameny. Severozápadní část hradiště byla zničena lomem.
Uvnitř opevněné plochy se nacházejí tři prameny a průzkum odkryl zbytky několika desítek porůznu rozmístěných zahloubených staveb. Jejich délka se pohybovala v rozsahu 200–540 centimetrů a šířka 200–460 centimetrů. Největší měly vnitřní plochu 16 m². Ohniště byla umístěna v mělké jámě na jejich okraji nebo v těsné blízkosti. Kromě obytných staveb bylo odkryto větší množství zásobních jam a sklípků.

## Přístup
Vrcholová plošina vrchu je volně přístupná po zeleně značené turistické trase, se kterou souběžně vede naučná stezka. Jižní část vrchu s nejvyšším bodem je chráněna jako přírodní rezervace Hradišťský vrch.